# Édouard Plouzané
Édouard Plouzané, né le 27 décembre 1859 à Brest (Finistère) et décédé le 11 octobre 1920 dans la même ville, est un homme politique français.
Médecin de la marine à Brest, il s'installe ensuite à Pont-l'Abbé comme médecin civil. Conseiller général, il est député du Finistère, inscrit au groupe de la Gauche radicale, de 1910 à 1914. Il ne se représente pas en 1914, et devient de 1915 à 1919, sous-préfet de Pithiviers.

## Sources
- « Édouard Plouzané », dans le Dictionnaire des parlementaires français (1889-1940), sous la direction de Jean Jolly, PUF, 1960 [détail de l’édition]